# Ozarba euboica
Ozarba euboica là một loài bướm đêm trong họ Noctuidae.